# Emílio Carlos Jourdan
Emile Charles Jourdain (Namur, 22 de julho de 1835 — Niterói, 8 de agosto de 1900) foi um engenheiro belga e fundador da cidade de Jaraguá do Sul.

## Biografia
Filho de Charles Joseph Marie Jourdain e Josephina Vergine de La Pierre, nasceu na localidade de Belgrade, nas proximidades da cidade de Namur na Bélgica.
Estudou em sua terra natal e se formou engenheiro. Por volta de 1860, aos vinte e cinco anos foi para o Brasil, radicando-se no Rio de Janeiro.
Em 1865, naturalizou-se brasileiro.
Logo em seguida com o inicio da Guerra do Paraguai, Emile se alistou-se de forma voluntária para servir no Corpo de Engenheiros Militares, partindo para o teatro de operações no Paraguai.
Depois de 5 anos, retornou ao Brasil dos campos de batalha e lançou em 1871 o livro de memórias intitulado "Guerra do Paraguay" e no mesmo ano como complemento o "Atlas historico da guerra do Paraguay".
Anos depois, casou-se na cidade Rio de Janeiro na Paróquia de Santíssimo Sacramento da Antiga Sé, em 22 de outubro de 1874 com Helena Elizabethe Julia Caffier, filha do francês Charles Augostin Caffier e de Marie Julie Caffier. Do casamento nasceram catorze filhos, dez no Rio de Janeiro, um em Joinville e três em Jaraguá do Sul.
É considerado o fundador da cidade de Jaraguá do Sul, em 1876 no Estado de Santa Catarina, após negociações com o governo imperial.
Faleceu aos 65 anos, no dia 8 de agosto de 1900 na cidade de Niterói, no Estado do Rio de Janeiro. A causa da morte foi segundo a certidão de óbito: "Asfixia por submersão".
Segundo o jornal carioca "Imprensa" de 11 de agosto de 1900, Emilio estaria a bordo da barca "Segunda" e se jogou ao mar de modo suicida no trajeto de Niterói para a capital Rio de Janeiro. A nota ainda afirma que ele teria deixando uma pequena carta em francês a esposa Helena, explicando que estava com dívidas e ameaça de penhora de seus bens, que o motivou a tirar a própria vida.
É patrono da 3ª Companhia de Engenharia de Combate Mecanizada, unidade de Engenharia do Exército Brasileiro situada na cidade gaúcha de Dom Pedrito.
Em Jaraguá do Sul, é homenageado com a Rua Coronel Emilio Carlos Jourdan.